# ویندوز ۸
ویندوز ۸ (به انگلیسی: Windows 8) یک نسخه سیستم‌عامل ویندوز شرکت مایکروسافت می‌باشد که در ۱ اوت ۲۰۱۲ به بازار عرضه شد. ویندوز ۸ برای استفاده در رایانه‌های شخصی، رایانه‌های همراه و تبلتها تولید شده‌است. این نسخه از ویندوز به دلیل باگ ها و لگ های زیاد و همچنین حذف شدن منوی استارت از تسک بار به شدت مورد انتقاد قرار گرفت به همین دلیل مایکروسافت مجبور شد تا پس از مدت کوتاهی از انتشار این نسخه ، نسخه بهبود یافته آن را با نام ویندوز ۸/۱ منتشر کند .
مایکروسافت پشتیبانی از ویندوز ۸ را در ۱۰ ژانویه ۲۰۲۳ متوقف کرد. با توجه به پایان پشتیبانی از این ویندوز، توصیه ارتقا به ویندوز ۱۰ و ویندوز ۱۱ است؛ زیرا دیگر بروزرسانی‌های امنیتی را دارا نمی‌شود و سیستم را در معرض خطر ویروس‌ها، هکرها و بدافزار‌ها قرار می‌دهد.

## ویرایش‌ها
در ۱۶ آوریل ۲۰۱۲ مایکروسافت اعلام کرد که ویندوز ۸ در ۴ نسخهٔ اصلی در دسترس خواهد بود، ویندوز ۸ و ویندوز ۸ پرو(pro) برای خرده‌فروشی به مصرف‌کنندگان در بسیاری از کشورها در دسترس خواهد بود. نسخه‌های دیگر این ویندوز برای تک فروشی مناسب نیستند. ویرایش جدیدی وجود خواهد داشت به نام ویندوز آرتی که از پیش توسط سازندگان دستگاه‌ها بر روی تبلت‌های مبتنی بر معماری آرم نصب شده‌اند، این نسخه از ویندوز توانایی اجرای نرم‌افزارهای مبتنی بر معماری ایکس۸۶ شرکت اینتل را ندارد. نسخه دیگر ویندوز ۸ اینترپرایس است که این ویرایش تجاری که تنها با صدور مجوز دوره قابل استفاده خواهد بود.

## توسعه

تصویری از ویندوز ۸ نسخه توسعه دهندگان که سیستم چند نمایشگر را اجرا کرده‌است و ویژگی‌هایش را نشان می‌دهد.

### نسخه مصرف کنندگان
مایکروسافت در ۲۹ فوریه ۲۰۱۲ نسخه مصرف‌کنندگان را منتشر کرد. این نسخهٔ بتای ویندوز ۸ است که ساخت ۸۲۵۰ است.

دکمه استارت برای اولین بار در ویندوز ۹۵ قرار داده شد و تا ویندوز ۷ باقی ماند، در ویندوز ۸ این دکمه حذف شده‌ است، رئیس ویندوز استیون گفت: در نسخه مصرف‌کنندگان نسبت به نسخه توسعه‌دهندگان ۱۰۰،۰۰۰ تغییر به‌وجود آمده‌ است. نسخه مصرف‌کنندگان در روز اول انتشار آن بیش از یک میلیون بار دانلود شده‌ است.

این نسخه دارای دو بخش ۶۴ بیتی (۳٫۳ گیگابایت) و ۳۲ بیتی (۲٫۵ گیگابایت) می‌باشد.
.

### نسخه پیش نمایش انتشار(Release Preview)
استیون سینوفسکی اعلام کرد که این نسخه ویندوز ۸(ساخت ۸۴۰۰) آماده برای دانلود در هفته اول ماه ژوئن (اواسط خرداد ماه) در کنفرانس Dev در ژاپن خواهد بود.

در ۳۱ مه ۲۰۱۲،Windows 8 Release Preview به صورت عمومی توسط مایکروسافت منتشر شد.

این نسخه از ویندوز به صورت دو نسخه ۳۲ بیتی(۲٫۵ گیگابایت)و ۶۴ بیتی(۳٫۳ گیگابایت) منتشر شد.

از قابلیت‌های اضافه شده در پیش نمایش انتشار، پشتیبانی از افزونه فلش در برنامهٔ اینترنت اکسپلورر ۱۰(سبک مترو) و ۳ نرم‌افزار مترو جدید: ورزش(Sports)، سفر(Travel) و خبر(News) بوده‌ است.

در حال حاضر از سایت مایکروسافت آماده دریافت است.

### نسخه نهایی
ابتدا در ۱ اوت ۲۰۱۲ نسخه RTM (انتشار یافته به منظور ساخت) ویندوز ۸ در اختیار شرکت‌های سازنده قطعات کامپیوتر قرار گرفت و سپس ویندوز ۸ در ۲۶ اکتبر ۲۰۱۲ به صورت عمومی انتشار یافت.

## ویژگی‌ها

### رابط کاربری مترو
ویندوز ۸ رابط کاربری جدید بر پایهٔ زبان طراحی مترو مایکروسافت را به کار خواهد گرفت، مترو محیطی خواهد بود از ویژگی جدید کاشی‌وار (مربع مانند) که در صفحه شروع(Start Screen) نمایان می‌شود که مشابه سیستم عامل ویندوز فون می‌باشد. هر کدام از آن کاشی‌ها یک برنامه را نشان می‌دهد و قادر خواهد بود که اطلاعات مرتبط مانند تعداد پیام‌های خوانده نشده برای یک برنامهٔ رایانامه یا درجه حرارت آب و هوا را نشان دهد. سبک مترو برنامه‌های کاربردی را تمام صفحه اجرا می‌کنند و می‌توانند برای به اشتراک گذاشتن اطلاعات بین یکدیگر از قرارداد(Contracts) استفاده کنند. آن‌ها از طریق فروشگاه ویندوز(Windows Store)در دسترس خواهد بود. برنامه‌های سبک مترو با Windows Runtime platform جدید و با استفاده از زبان‌های برنامه نویسی سی++،ویژوال بیسیک،سی شارپ و اچ تی ام‌ال/جاوااسکریپت توسعه یافته‌اند.
محیط سنتی دسکتاپ برای اجرای برنامه‌های دسکتاپ به عنوان نرم‌افزار مترو تلقی می‌شود؛ و همچنین دکمه شروع(Start) از نوار وظیفه حذف شده‌است و به جای آن ناحیه حساسی به‌ وجود آمده که با حرکت ماوس به سمت گوشه چپ پایین ظاهر می‌شود. همچنین نوار چارم(Charm Bar) اضافه شده‌ است، هر دو مورد ذکر شده صفحه شروع جدید مترو را باز می‌کنند که جایگزین صفحه شروع قبلی شده‌ است.

### فروشگاه ویندوز
فروشگاه ویندوز (به انگلیسی: Windows Store) پلت فرم آینده توزیع دیجیتال توسط شرکت مایکروسافت به عنوان بخشی از برنامه‌های کاربردی سبک مترو ویندوز ۸ توسعه یافته‌ است. فروشگاه ویندوز همچنین اجازه خواهد داد که توسعه‌دهندگان برنامه‌های کاربردی دسکتاپ خود را تبلیغ کنند. در فروشگاه ویندوز هر دو برنامه کاربردی رایگان و پرداختی موجود است. برنامه‌های پرداختی در محدوده قیمت ۱٫۴۹ دلار تا ۹۹۹٫۹۹ دلار می‌باشد.برنامه نویسان و توسعه دهندگان نیز می‌توانند برنامه‌های آزاد و آزمایشی را ارائه کنند. فروشگاه ویندوز هم‌زمان با ویندوز ۸ نسخه مصرف کنندگان که در تاریخ ۲۹ فوریه ۲۰۱۲ منتشر شد، دردسترس قرار گرفت. توسعه‌دهندگان و برنامه‌نویسان از ۳۸ کشور می‌توانند برنامه‌های کاربردی برای ویندوز فروشگاه ارسال کنند. این برنامه هم‌اکنون از ۱۰۹ زبان پشتیبانی می‌کند. البته این در ایران در دسترس نیست. برای دسترسی باید مکان کشور ویندوز تغییر و بعد با فیلتر شکن وارد آن شوید.

### ادغام با خدمات آنلاین
ویندوز ۸ با تلفیق خدمات آنلاین مایکروسافت خدمات بیشتری ارائه می‌کند. کاربران در ویندوز ۸ می‌توانند با یک حساب مایکروسافت (به‌طور رسمی به عنوان ویندوز لایو شناخته می‌شود) تنظیمات را بین چند کامپیوتر با یک حساب هماهنگ کنند. همچنین مایکروسافت با سرویس ذخیره‌سازی ابری خود به نام اسکای درایو به کاربران ویندوز ۸ این امکان را می‌دهد که برنامه‌ها تنظیمات و پرونده‌های خود را در این فضا ذخیره کنند.
اسکای درایو در دسکتاپ و اکسپلورر گنجانده نشده و باید به‌طور جداگانه دریافت شود. ویندوز ۸ ایکس‌باکس لایورا در خود گنجانده‌ است که شامل برنامه‌های Xbox-branded که برای بازی‌ها،موسیقی و ویدئو‌ها. برنامه‌های SmartGlass که می‌تواند به عنوان یک همراه برای محتوا در ایکس باکس۳۶۰ و کنسول بازی خدمت می‌کنند.
برنامه‌های کاربردی نیز می‌توانند با خدمات آنلاین تلفیق شوند. برنامهٔ افراد(People)در ویندوز ۸ می‌تواند به شبکه‌های اجتماعی مختلف متصل شود و همچنین تصاویر را از فیسبوک و فلیکر جمع‌آوری کند.

### لوگو
در تاریخ ۱۸ فوریه ۲۰۱۲، مایکروسافت تأیید کرد که برای منعکس کردن زبان طراحی جدید مترو در ویندوز ۸ لوگوی ویندوز به میزان قابل توجهی به روز شده‌ است. لوگو توسط Pentagram partner Paula Scher طراحی شده‌ است. این لوگو که قبلاً به شکل پرچم و به شکل چهار قطعه پنجره طراحی شده و سپس چشم‌انداز به آن اضافه شده و کل آرم در یک رنگ یکپارچه که به تنظیمات شخصی کاربر بستگی دارد ارائه خواهد شد.

### ویژگی‌های جدید
- رابط کاربری جدید (مترو) برای صفحه نمایش لمسی
- حذف دکمه استارت.[۱۲]
- مرورگر اینترنت اکسپلورر ۱۰
- ورود کاربری با استفاده از تصویر.
- بوت سریع هیبریدی
- Task Manager(برنامه مدیریت وظیفه) جدید
- راه‌اندازی ویندوز با استفاده از فلش مموری.

- پشتیبانی از چندین نمایشگر.
- پشتیبانی از USB3

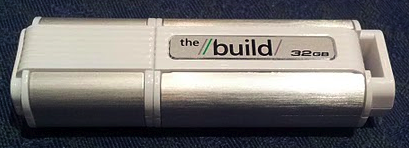
یو اس بی فلش درایو ارائه شده توسط مایکروسافت در کنفرانس BUILD با ویندوز تو گو از پیش نصب شده

- پشتیبانی از معماری ARMعلاوه بر اینتل و AMD
- صفحه شروع جدید.[۱۲]
- قابلیت بازگردانی سیستم عامل به تنظیمات کارخانه (اولیه).
- سیستم پرونده جدید REfs.[۱۳]
- پشتیبانی از ارتباط حوزه نزدیک(NFC).
- بوت امن

تصویری از ویژگی چند وظیفه‌ای جدید ویندوز ۸

- پشتیبانی از فناوری RAID ۱ و RAID 5
- اضافه شدن نوار ریبون به ویندوز اکسپلورر مانند مایکروسافت آفیس۲۰۱۰.
- توانایی باز کردن پرونده‌های ISO، IMG و VHD.
- نرم‌افزار ویندوز دیفندر در این ویندوز دارا قابلیت آنتی ویروس است، که مشابه نرم‌افزار مایکروسافت سکیوریتی اسنشالز عمل می‌کند و پیش‌بینی می‌شود جایگزین این نرم‌افزار شود.[۱۴]
- اضافه شدن ویژگی ایمنی خانواده(Family safety)که به والدین این امکان را می‌دهد که فعالیت‌های فرزندان خود را در اینترنت نظارت و کنترل کنند و همچنین از فرزندان خود محافظت کنند و رایانه ی آنان را کنترل کنند.[۱۵]
- چندوظیفگی جدید
- ادغام ایکس‌باکس لایو(شامل Xbox Live Arcade، Xbox SmartGlass، Xbox Music و Xbox Video.)

### ویژگی‌های حذف شده
- نوار دستور(command bar)جایگزین نوار ریبون(Ribbon UI) شده‌است.
- ویندوز مدیا سنتر در تمام نسخه‌های آن حذف شده اما به عنوان یک افزونه (add-on)در دسترس است.
- ویندوز مدیا پلیر از پخش دی وی دی پشتیبانی نمی‌کند، اگر چه ویندوز مدیا سنتر اگر جداگانه خریداری شود هنوز پخش می‌کند.
- دکمه شروع(Start button) حذف شده، اگرچه هنوز به عنوان یک نقطه حساس در پایین سمت چپ صفحه در دسترس است.[۱۶]
- دکمه نمایش دسکتاپ در نوار وظیفه دیده نمی‌شود، اما هنوز با کلیک کردن در گوشه پایین سمت راست صفحه فعال می‌شود.
- رابط کاربری آئرو ویندوز(Aero)که در ویندوز ویستا و ویندوز ۷ وجود دارد در ویندوز ۸ حذف شده‌است.
- Aero 3D Flip حذف شده‌است.
- ویندوز گجت که در ویندوز در ویندوز ویستا و ویندوز ۷ ویژگی جدیدی بود حذف شد.
- برنامه یBackup and Restore(پشتیبان‌گیری و بازگردانی) با با برنامه‌ای مشابه به نام تاریخچه فایل(File History)جایگزین شد.
- Windows CardSpace به نفع ویژگی جدیدی به نام U-Prove حذف شد.
- Parental Controls با Family Safety جایگزین شده‌است.
- صفحه آبی مرگ که اطلاعات فنی دربارهٔ خطایی که باعث توقف سیستم عامل شده را نشان می‌داد ساده‌تر شده‌ است.

## تحولات فنی و معماری سیستم

### معماری چندپلتفرمی و هسته ترکیبی
ویندوز ۸ اولین نسخه از سیستم عامل مایکروسافت بود که از معماری یکپارچه برای دستگاه‌های مختلف با پردازنده‌های x86 و ARM پشتیبانی می‌کرد. این سیستم عامل از هسته ترکیبی (Hybrid Kernel) استفاده می‌کرد که عناصر معماری NT را با ویژگی‌های بهینه‌شده برای دستگاه‌های لمسی ترکیب می‌نمود. تحقیقات نشان داد این معماری باعث کاهش ۲۳٪ مصرف انرژی در حالت idle نسبت به ویندوز ۷ شده بود.  
(منبع: "Windows 8 Kernel Architecture Analysis". Microsoft TechNet, 2012)

### سیستم فایل پیشرفته و ذخیره‌سازی
ویندوز ۸ از فناوری جدیدی به نام Storage Spaces استفاده می‌کرد که امکان ایجاد آرایه‌های نرم‌افزاری از دیسک‌ها را فراهم می‌ساخت. این سیستم از تکنیک‌های مجازی‌سازی ذخیره‌سازی برای ارائه قابلیت‌هایی مانند انعطاف‌پذیری و تحمل خطا بهره می‌برد. آزمایش‌ها نشان داد این سیستم می‌تواند تا ۴۰٪ فضای ذخیره‌سازی را در مقایسه با RAID سنتی بهینه‌تر استفاده کند.  
(منبع: "Storage Technologies in Windows 8". ACM SIGOPS, 2013)

### امنیت پیشرفته با Secure Boot
ویندوز ۸ اولین سیستم عاملی بود که از قابلیت Secure Boot مبتنی بر UEFI استفاده می‌کرد. این فناوری با استفاده از رمزنگاری کلید عمومی، بارگذاری هر گونه کد مخرب قبل از راه‌اندازی سیستم را مسدود می‌نمود. آمار نشان داد این ویژگی توانست ۶۵٪ از حملات بوت‌کیت را در سال اول انتشار کاهش دهد.  
(منبع: "Secure Boot Implementation in Windows 8". IEEE Security & Privacy, 2014)

### بهینه‌سازی منابع با Memory Compression
ویندوز ۸ از تکنیک فشرده‌سازی حافظه به صورت بلادرنگ استفاده می‌کرد که امکان مدیریت کارآمدتر RAM را فراهم می‌ساخت. این فناوری به سیستم اجازه می‌داد تا ۲۵٪ بیشتر برنامه‌ها را در حافظه نگه دارد بدون نیاز به استفاده از فایل صفحه‌بندی. تست‌های عملکرد نشان داد این ویژگی باعث بهبود ۱۵٪ی سرعت در سیستم‌های با حافظه محدود شده بود.  
(منبع: "Memory Management in Windows 8". USENIX Annual Technical Conference, 2013)

### زیرساخت شبکه‌ای بهبودیافته
ویندوز ۸ از پروتکل Wi-Fi Direct پشتیبانی می‌کرد که امکان اتصال مستقیم دستگاه‌ها با سرعت تا ۲۵۰ مگابیت بر ثانیه را فراهم می‌نمود. همچنین از فناوری NFC برای انتقال سریع فایل‌ها بین دستگاه‌ها پشتیبانی می‌شد. آزمایش‌ها نشان داد این ویژگی‌ها می‌توانست زمان انتقال فایل‌ها را تا ۷۰٪ کاهش دهد.  
(منبع: "Networking Enhancements in Windows 8". Microsoft Research, 2012)

## سخت‌افزارهای مورد نیاز

### سخت‌افزار لازم برایرایانه شخصی
مایکروسافت، سخت‌افزار لازم برای ویندوز ۸ را همان سخت‌افزار مورد نیاز برای ویندوز ۷ اعلام کرده‌ است.
| معماری        | (IA-۳۲) (۳۲-bit)                                           | (x۸۶-۶۴) (۶۴-bit)                                          |
| پردازنده      | ۱ گیگاهرتز، به شرطی که دارای ویژگی‌های NX، PAE و SSE۲ باشد. | ۱ گیگاهرتز، به شرطی که دارای ویژگی‌های NX، PAE و SSE۲ باشد. |
| حافظه (RAM)   | ۱ GB                                                       | ۲ GB                                                       |
| کارت گرافیکی  | دایرکت ایکس ۹ یا بالاتر                                    | دایرکت ایکس ۹ یا بالاتر                                    |
| HDD فضای آزاد | ۱۶ گیگابایت                                                | ۲۰ گیگابایت                                                |

### سخت‌افزار لازم برایتبلت
مایکروسافت حداقل سخت‌افزار مورد نیاز برای لوح رایانه‌ها و دستگاه‌های قابل‌حمل و قابل‌تبدیل برای ویندوز ۸ را منتشر کرده‌ است.
ملزومات: دستگاهی که قابلیت استفاده به صورت مستقل را داشته و دارای صفحه نمایش و قابلیت شارژ داشته و استفاده از موس و اشاره‌گر نیز در آن در مواقع لزوم امکان‌پذیر باشد.
- صفحه نمایش: صفحه نمایش باید دارای حداقل تفکیک پذیری ۱۳۶۶X۷۶۸ پیکسل بوده و دارای عمق رنگ ۳۲ بیتی و ابعاد مناسب باشد.
- پردازنده: پردازنده مورد نیاز اجرای ویندوز ۸ باید بر اساس معماری پردازش ایکس۸۶ باشد و حداقل باید دارای ۲ هستهٔ پردازش مرکزی باشد.
- حافظه موقت (RAM): حداقل ۲ گیگابایت حافظهٔ موقت رم برای اجرای تمامی اپلیکیشن‌ها لازم است.
- حافظه ذخیره‌سازی: حداقل ۱۰ گیگابایت فضای آزاد پس از نصب برنامه‌ها.
- گرافیک: فعال ساز گرافیکی Direct3D 10 به همراه درایور WDDM 1.2
- دکمه ها:تبلت باید دارای ۵ دکمه سخت‌افزاری بوده که دارای قابلیت چرخش، قفل کردن، کلید ویندوز، کنترل صدا کم و زیاد را داشته باشد.
- ۵ نقطه digitizers:ویندوز ۸ در رایانه‌های لمسی به پشتیبانی از حداقل ۵ نقاط تماس digitizers نیاز است.
- پهنای باند: دستگاه باید دارای سامانه موقعیت‌یاب جهانی(GPS) و امکانات لازم برای استفاده از اینترنت پرسرعت باشد.
- دکمه‌های ترکیبی جدید برای Ctrl-Del-Alt: در تبلت‌های ویندوز ۸ فشردن کلید ویندوز به همراه کلید پاور همان عملکرد ۳ کلید معروف ویندوز یا همان Task Manager را خواهد داشت.
- سنسورهای فعال سازی: مغناطیس سنج و ژیروسکوپ
- یواس‌بی ۲: حداقل یک کنترلر و درگاه را نیاز دارد.
- شبکه ارتباطی: شبکه محلی بی سیم به همراه بلوتوث ۴٫۰ و فناوری صرفه‌جویی در مصرف انرژی
- سیستم سفت افزار:UEFI
- بلندگو و میکروفون[۱۹]

موارد اختیاری: مواردی که جزئی از ملزومات نصب ویندوز ۸ در تبلت نیست اما سیستم‌عامل ویندوز ۸ از آنان پشتیبانی کامل می‌کند.
- چیپ ارتباط حوزه نزدیک(NFC): داشتن این چیپ سخت‌افزاری برای امکان مبادله الکترونیکی بدون واسطه و کمک به کاربران برای استفاده از فناوری مجاورت برای انجام خرید هایشان است.
- دوربین: حداقل ۷۲۰p
- یواس‌بی نسخه ۳: ویندوز ۸ در صورت توانایی سخت‌افزاری به‌طور کامل از نسل سوم یواس‌بی پشتیبانی می‌کند.

## ویندوز ۸٫۱
در ۲۶ مارس ۲۰۱۳ مایکروسافت رسماً ویندوز آبی (به انگلیسی: Windows Blue) را تأیید کرد."آبی" نام رمز داخلی برای به روزرسانی ویندوز ۸ است. پیش نمایش همگانی ویندوز آبی در کنفرانس بیلد ۲۰۱۳ (به انگلیسی: Build Conference) برنامه‌ریزی شده که در ۲۶ ژوئن ۲۰۱۳ در سانفرانسیسکو برگزار می‌شود. بروزرسانی اصلی پیش‌بینی می‌شود بعد از آن منتشر شود.
در ۱۴ مه، مایکروسافت رسماً ویندوز آبی را ویندوز ۸٫۱ نام‌گذاری کرد و نسخه آزمایشی همگانی را در ۲۶ ژوئن منتشر خواهد کرد.
در ۲۶ ژوئن ۲۰۱۳ یک نسخه همگانی از ویندوز ۸٫۱ منتشر شد؛ که از راه فروشگاه ویندوز قابل دریافت بود و پس از آن نسخه کامل از ویندوز ۸٫۱ پرو در یک پرونده ایزو قابل بارگیری بود؛ و پس از زمان کوتاهی در ۳۰ ژوئیه ۲۰۱۳ ویندوز ۸ نسخه تجاری آن منتشر شد.
در ۱۴ اوت ۲۰۱۳ مایکروسافت گزارش داد در ۱۸ اکتبر ۲۰۱۳ ویندوز ۸٫۱ دردسترس خواهد بود.
نسخه‌های درز کرده به بیرون پیشرفت‌های زیر را نشان می‌دهد:
- بخش‌ها:
  - برنامه‌های‌تازه:ماشین حساب، ساعت هشدار، ضبط صدا، برنامه ویرایش ویدیو، خوراک و نوشیدنی، تندرستی و سازگاری یک کاوشگر فایل تلفیق شده با برنامهٔ اسکای درایو.
  - اینترنت اکسپلورر ۱۱:دارای پشتیبانی از وب‌جی‌ال و اسپیدی، همراه با ابزار برنامه نویسی.
  - ویندوز دیفندر:ویژگی‌های سیستم بازرسی شبکه(NIS)و سیستم تشخیص نفوذ شبکه(NIDS).
  - فروشگاه ویندوز(Windows store) ۲٫۰:بروزرسانی خودکار برنامه‌های نصب شده و یک طراحی بهتر.
  - برنامه PC Settings:دارای گزینه‌های بیشتر که ویژهٔ کنترل پنل پیشین بود.
  - ویندوز پاورشل ۴٫۰:ویژگی‌ها: میزبانی برای دستورهای تازهٔ مدیریت صفحه شروع،ویندوز دیفندر، اجزا ویندوز(به انگلیسی: Windows components) و سخت‌افزار و شبکه.
- صفحه شروع:
  - بخش "All Apps"، در حال حاضر با یک فلش رو به پایین پنهان است یا با حرکت لمسی رو به بالا دیده می‌شود و دارای یک نوار جستجو قابل مشاهده است.
  - در صفحه شروع کاشی‌ها می‌توانند در جای خود قفل شود که این ویژگی از جابجایی تصافی آن‌ها جلوگیری می‌کند.
  - گزینه‌های اندازه بیشتر برای کاشی‌های زنده بر روی صفحه شروع: کوچک، میانه و بزرگ به علاوه اندازه خیلی بزرگ برای کاشی دسکتاپ؛ اندازه «کوچک» یک چهارم از اندازه پیش‌فرض در ویندوز ۸ است.
  - گزینه‌های رنگ گسترده در صفحه شروع، که در حال حاضر اجازه می‌دهد تا کاربران را به سفارشی کردن رنگ و سایه به جای انتخاب از رنگ‌های محدود تصویر زمینه دسکتاپ و همچنین تصویر زمینه دسکتاپ نیز می‌تواند مورد استفاده قرار گیرد.
  - دستور «حذف نصب» در حال حاضر می‌تواند یک برنامه از فروشگاه ویندوز را از چند رایانه پاک کند.
- فناوری‌های تازه:
  - ReFS
  - چاپ با ان اف سی
  - چاپ با Wi-Fi Direct
  - رابط برنامه‌نویسی نرم‌افزار بومی برای چاپ سه بعدی
  - Miracast
  - اتصال به اینترنت با استفاده از پهنای باند تلفن همراه
  - Auto-triggered VPN
  - رمزگذاری دستگاه برای همهٔ نسخه‌های ویندوز ۸
  - دایرکت ایکس ۱۱٫۲
  - بهبود پشتیبانی از صفحه نمایش‌های با وضوح بالا.[۲۰]
- رابط کاربری:
  - قابلیت ورود مستقیم به دسکتاپ
  - قابلیت بازگردانی دکمه Start به حالت پیشین
  - گزینهٔ "Take screenshot"در نوار چارم
  - گزینه‌ی"Play"چارم دستگاه‌ها برای پخش محتوی دستگاه‌های دیگر
- محیط مترو/Windows Runtime
  - سبک کیوسک:با این ویژگی می‌توان دستگاه را به اجرای یک برنامه واحد قفل کرد.[۲۱]

### نیازمندی‌های سخت‌افزاری
به گفته مایکروسافت، نیازمندی‌های سخت‌افزاری ویندوز ۸٫۱ همان موارد برای ویندوز ۷ است، اگر چه گونه‌های ۶۴ بیتی ویندوز ۸٫۱ نیازمند چهار ویژگی هستند، که عبارتند از: PrefetchW،CMPXCHG16b،LAHF و SAHF.
افزون بر این ویندوز ۸٫۱ پیش‌نمایش در دستگاه‌های تازه‌تر مبتنی بر اینتل اتم کار نمی‌کند.
مایکروسافت نیز نیازمندی‌های سخت‌افزاری تازه‌ای برای سازندگان دستگاه‌ها نشان کرده‌است. پیش‌بینی می‌شود این شرایط برای سال‌های ۲۰۱۴ و ۲۰۱۵ تأثیرگذار باشد.

## تجربه کاربری و رابط جدید در ویندوز ۸
ویندوز ۸ که در سال ۲۰۱۲ منتشر شد، تحولی اساسی در تجربه کاربری سیستم‌عامل‌های مایکروسافت ایجاد کرد. این نسخه با معرفی رابط کاربری کاملاً جدید و ویژگی‌های نوآورانه، رویکردی تازه به تعامل انسان با کامپیوتر ارائه داد.

### رابط مترو و طراحی زبانی
ویندوز ۸ با معرفی رابط مترو (Metro) تحولی اساسی در طراحی رابط کاربری ایجاد کرد. این طراحی بر اساس اصول طراحی زبانی (Design Language) با تاکید بر محتوا، تایپوگرافی واضح و انیمیشن‌های سیال توسعه یافته بود. تحقیقات کاربرپسندی نشان داد این رابط برای دستگاه‌های لمسی ۳۵٪ کارآمدتر از رابط سنتی بود.  
(منبع: "Microsoft Design Language Evolution". AIGA Journal, 2013)

### اکوسیستم یکپارچه برنامه‌ها
ویندوز ۸ اولین نسخه‌ای بود که از Windows Store برای توزیع برنامه‌های مدرن (Modern UI Apps) استفاده می‌کرد. این برنامه‌ها از معماری جدیدی بهره می‌بردند که امکان اجرای یکسان در دستگاه‌های مختلف را فراهم می‌ساخت. آمار نشان داد این مدل باعث رشد ۴۰۰٪ی توسعه برنامه‌های ویندوز در سال اول شد.  
(منبع: "Windows 8 App Ecosystem Analysis". Gartner Research, 2013)

### همگام‌سازی ابری پیشرفته
ویندوز ۸ از SkyDrive (OneDrive فعلی) به صورت عمیق یکپارچه شده بود که امکان همگام‌سازی تنظیمات، فایل‌ها و حتی برنامه‌ها بین دستگاه‌های مختلف را فراهم می‌کرد. این سیستم از الگوریتم‌های هوشمند برای پیش‌بارگذاری محتوا استفاده می‌نمود. تست‌ها نشان داد این ویژگی می‌توانست زمان راه‌اندازی اولیه سیستم جدید را تا ۸۰٪ کاهش دهد.  
(منبع: "Cloud Integration in Windows 8". Microsoft Technical Report, 2012)

### جستجوی یکپارچه و هوشمند
ویندوز ۸ از سیستم جستجوی Smart Search استفاده می‌کرد که نتایج را از فایل‌های محلی، برنامه‌ها و اینترنت به صورت یکپارچه نمایش می‌داد. این سیستم از الگوریتم‌های یادگیری ماشین برای شخصی‌سازی نتایج استفاده می‌نمود. بررسی‌ها نشان داد این ویژگی می‌توانست زمان یافتن اطلاعات را تا ۶۰٪ کاهش دهد.  
(منبع: "Search Technologies in Windows 8". ACM Transactions on Information Systems, 2014)

### بهره‌وری چندوظیفه‌ای بهبودیافته
ویندوز ۸ با معرفی Snap View امکان نمایش همزمان دو برنامه در کنار هم را فراهم کرد. این سیستم از الگوریتم‌های هوشمند تخصیص منابع برای حفظ عملکرد روان استفاده می‌نمود. مطالعات نشان داد این ویژگی می‌توانست بهره‌وری کاربران را در کارهای چندوظیفه‌ای تا ۴۰٪ افزایش دهد.  
(منبع: "Multitasking Enhancements in Windows 8". CHI Conference on Human Factors in Computing Systems, 2013)